# Massacro di Winnenden

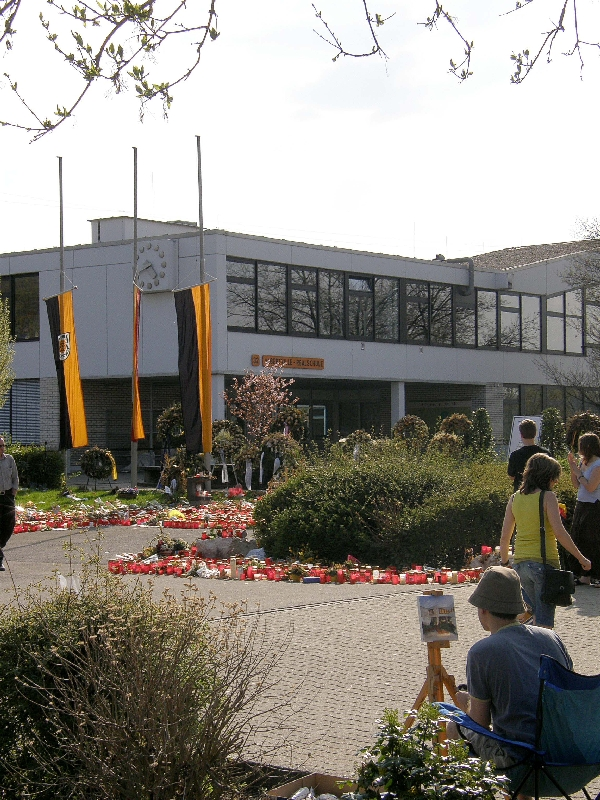
Scuola di Albertville-Realschule

Il massacro di Winnenden è stata una sparatoria avvenuta la mattina dell'11 marzo 2009 nella scuola secondaria di Winnenden, nella regione di Baden-Württemberg, nel sud-ovest della Germania, e si è spostata successivamente in una concessionaria d'auto vicino Wendlingen. La sparatoria ha causato la morte di 16 persone, compreso l'attentatore, il 17enne Tim Kretschmer, diplomatosi in quella scuola l'anno prima, e altri 9 feriti.

## I fatti

### La sparatoria nella scuola di Albertville-Realschule
Alle 9:30 (CET) circa, nella scuola secondaria Albertville-Realschule, Kretschmer iniziò a sparare con una Beretta92FS da 9mm, che aveva preso precedentemente dalla camera dei suoi genitori. Testimoni oculari affermarono che Kretschmer cominciò dal primo piano: nella prima classe sparò fatalmente a cinque studenti da distanza ravvicinata, senza alcun preavviso. Poi si diresse nella seconda classe, dove uccise altri due studenti e ne ferì altri nove, due dei quali morirono poco dopo durante il trasporto in ospedale. A quel punto Kretschmer uscì dall'aula per ricaricare la sua arma, così l'insegnante ne approfittò per chiudere la porta a chiave. Tentato invano di aprire la porta sparando al lucchetto, Kretschmer si diresse nel laboratoria di chimica, dove sparò e uccise l'insegnante, mentre gli studenti fuggirono saltando fuori dalle finestre. Nelle tre classi Kretschmer uccise in totale nove studenti (un maschio e due femmine, tra i 14 e i 16 anni) e l'insegnante donna. Molte vittime furono colpite alla testa. Kretschmer sparò più di 60 colpi nella scuola. Dato il numero elevato di vittime di sesso femminile, si presume che Kretschmer avesse come obiettivi proprio le donne.
Il preside della scuola trasmise un messaggio in codice ("Frau Koma kommt", ovvero "La signora Koma sta arrivando". La parola "Koma" stava ad indicare "Amok" alla rovescia), per avvertire i colleghi del pericolo; al messaggio tutti gli insegnanti chiusero le porte delle loro classi a chiave.
Alle 9:33 le autorità ricevettero una chiamata d'emergenza da uno degli studenti della scuola, e due minuti dopo tre agenti di polizia raggiunsero il luogo, per porre fine alla sparatoria. Kretschmer sparò nella loro direzione e fuggì dall'edificio, uccidendo altre due insegnanti donne all'ingresso prima di scappare. Uccise in totale 12 persone nella scuola. Sulla scena gli agenti rinvennero una grande quantità di munizioni non utilizzate. Il capo della scientifica Ralf Michelfelder affermò: "Sembra che le intenzioni dell'autore fossero quelle di fare molto più male nella scuola di quanto non sia riuscito già a fare."

### La fuga e il furto d'auto
Kretschmer fuggì dalla scuola e uccise il custode 56enne nel parco di un ospedale psichiatrico vicino. Gli agenti misero in sicurezza la scuola e cercarono per ore l'assassino in tutta Winnenden, ma senza successo. I notiziari sparsero la notizia che Kretschmer era a piede libero, e consigliarono a tutti gli autisti di non prestare aiuto agli autostoppisti.
Intorno alle 10:00 Kretschmer rubò una Volkswagen Sharan in un parcheggio di Winnenden. Seduto sul sedile posteriore, ordinò all'autista Igor Wolf di guidare verso Wendlingen, distante 40 km da Winnenden. I due si diressero verso occidente passando per le periferie di Stoccarda, capitale di Baden-Wurttemberg, viaggiando attraverso le città di Waiblingen, Fellbach e il distretto di Bad Cannstatt, prima di imboccare la superstrada B14 attraverso il tunnel Heslach della autostrada A81, in direzione di Böblingen e Tubinga. I due poi presero la B27 per poi lasciarla sulla B313 per Nürtingen.
Igor Wolf, più tardi, disse di aver chiesto al rapitore le motivazioni dei suoi gesti, alché Kretschmer rispose: "Per divertimento, perché è divertente." ("Aus Spaß, weil es Spaß macht.") Inoltre Wolf raccontò di come Kretschmer, mentre ricaricava la sua pistola, chiese all'autista: "Dici che troveremo un'altra scuola?" ("Meinst du, wir finden noch eine andere Schule?"). Wolf disse che a quel punto cambiò immediatamente discorso.
Poco dopo le 12:00, appena prima del raccordo tra l'autostrada A8 e Wendlingen, l'ostaggio sterzò bruscamente nell'erba e saltò fuori dal veicolo verso una pattuglia della polizia vicina.

### La sparatoria a Wendlingen
Kretschmer abbandonò immediatamente il veicolo e si diresse verso la zona industriale vicina, entrando poi in un concessionario Volkswagen dall'ingresso principale. Kretschmer minacciò uno degli addetti alle vendite del concessionario e gli ordinò di consegnargli le chiavi di uno dei veicoli in vendita. Il dipendente riuscì a fuggire mentre Kretschmer era distratto. A quel punto colpì e uccise un altro addetto e un cliente, sparando 13 colpi ad entrambi. Mentre ricaricava, un altro dipendente e un cliente fuggirono dall'uscita posteriore. Krestchmer uscì dal concessionario intorno alle 12:30 e sparò ad un'auto che passava davanti all'ingresso. L'autista riuscì a fuggire indenne. A quel punto gli agenti di polizia arrivarono sul luogo e cominciò una sparatoria tra loro e l'assassino. Un agente sparò ben 8 colpi a Kretschmer, colpendolo una volta ad entrambe le gambe.
Kretschmer rientrò nel concessionario, sparando 12 colpi dall'interno dell'edificio verso la polizia accorsa dalla vicina Nürtingen, la quale stava pian piano circondando l'edificio. Dopodiché abbandonò il concessionario dalla parte posteriore e fuggì attraverso un cortile fino a un complesso commerciale vicino, dove sparò e ferì due agenti di polizia all'interno di un veicolo in borghese.
Secondo le dichiarazioni della polizia, a quel punto Kretschmer continuò a sparare a caso, colpendo gli edifici vicini e i passanti, tra cui un dipendente di un'azienda che stava cercando di chiudere a chiave la porta. Testimoni oculari affermarono di aver visto Krestchmer ricaricare la sua pistola prima di suicidarsi sparandosi alla testa. I secondi finali della sparatoria sono stati ripresi dalla videocamera di un cellulare.
Secondo le indagini forensi, durante l'intera sparatoria, Kretschmer ha sparato un totale di 112 colpi.

## L'assassino
Tim Kretschmer (26 luglio 1991 - 11 marzo 2009) viveva con i suoi genitori nel vicino comune di Leutenbach. Si era diplomato alla Alberville-Realschulle nel 2008 con bassi voti.

### Vita privata
I voti scarsi di Kretschmer gli avevano impedito di entrare in un apprendistato. Stava frequentando un liceo commerciale (Donner + Kern) a Waiblingen per preparare un apprendistato per una carriera commerciale. Diversi resoconti dicono che era affetto da depressione. Kretschmer è stato descritto da un amico come "una persona sola e frustrata, che si è sentita respinta dalla società". Un amico anonimo ha descritto Kretschmer come uno studente tranquillo che ha iniziato ad allontanarsi dai suoi coetanei.
Era un appassionato giocatore di ping-pong e sperava di diventare un giocatore professionista. Marko Habijanec, un giocatore di tennis da tavolo croato che ha allenato Kretschmer presso il club sportivo di Erdmannhausen tra il 2000 e il 2003, lo ricorda come "un po' viziato", con sua madre che soddisfaceva molte delle sue richieste. Secondo Habijanec, Kretschmer aveva grandi difficoltà ad accettare la sconfitta: una volta Tim ebbe un violento scatto d'ira, si mise ad urlare e lanciò via la sua racchetta. L'allenatore affermò che, avendo una grande fiducia nelle proprie capacità, Kretschmer denigrava apertamente i suoi compagni di squadra. Quando Habijanec discusse dell'atteggiamento di Tim con sua madre, ella si schierò completamente dalla parte di suo figlio.
Secondo i media, a Tim piaceva giocare al videogioco Counter-Strike e giocare con le pistole softair. Ktretschmer si divertiva a sparare con le sue pistole nella foresta dietro casa sua e anche nel seminterrato. Nel suo ultimo giorno di vita, Kretschmer aveva giocato al videogioco Far Cry 2 online con il nickname "JawsPredator1".

### Attività online
Kretschmer possedeva diversi account su "MyVideo.de", Kwick.de e altri siti Web. Giocava spesso a poker con i suoi compagni di classe al "Cafe Tunix" dopo le ore di scuola a Waiblingen.
Dopo l'ispezione del suo computer, gli ufficiali hanno scoperto che Kretschmer era interessato a scene sadomaso in cui l'uomo viene legato e umiliato dalla dominatrice donna. Aveva visto un film simile la sera prima dei suoi attacchi.

### Problemi di salute mentale
Kretschmer non aveva precedenti penali. La stampa ha riferito che nel 2008 Kretschmer aveva ricevuto un trattamento presso la clinica psichiatrica Weissenhof vicino alla città di Heilbronn. Dopo essere stato dimesso, Kretschmer avrebbe dovuto continuare il suo trattamento come paziente a Winnenden, ma non terminò mai il suo trattamento.
Secondo il personale della polizia e della clinica, nel 2008 era stato ricoverato più volte per depressione clinica in regime ambulatoriale. La sua famiglia smentì queste affermazioni e sostenne che Tim non aveva mai ricevuto cure psichiatriche. Secondo un rapporto psichiatrico preparato per l'ufficio del procuratore, Kretschmer si incontrò cinque volte con un terapista e parlò della sua rabbia crescente e delle sue intenzioni violente; il terapista informò i genitori di Kretschmer di tali affermazioni.

### Possibili cause
In una conferenza stampa del 12 marzo, la polizia riferì che Kretschmer aveva annunciato la sua follia omicida con molte ore di anticipo su Krautchan (una imageboard tedesca dove gli utenti potevano condividere le loro immagini di fantasia, chiusa definitivamente nel 2018). Il giorno successivo, la polizia stabilì che questo messaggio non era stato mai scritto sul computer di Kretschmer e che quindi la notizia era falsa.
Tre settimane prima della sparatoria, Kretschmer scrisse una lettera ai suoi genitori, dicendo che soffriva molto e che non poteva più andare avanti.
In un'intervista del 2014, i genitori di Kretschmer hanno dichiarato di aver sempre amato il figlio e che non avevano una spiegazione logica per le sue azioni. Da allora hanno cambiato nome e si sono trasferiti in un'altra città.

## Vittime
Kretschmer ha ucciso 15 persone, tra cui nove studenti e tre insegnanti nella scuola, prima di uccidersi. Le vittime sono:
A Winnenden (dentro e fuori dalla scuola)
- Jacqueline Hahn, anni 16 (studentessa)
- Ibrahim Halilaj, anni 17 (studente)
- Franz Josef Just, anni 56 (custode dell'ospedale psichiatrico)
- Stefanie Tanja Kleisch, anni 16 (studentessa)
- Michaela Köhler, anni 26 (insegnante tirocinante)
- Selina Marx, anni 15 (studentessa)
- Nina Denise Mayer, anni 24 (insegnante tirocinante)
- Viktorija Minasenko, anni 16 (studentessa)
- Nicole Elisabeth Nalepa, anni 16 (studentessa)
- Chantal Schill, anni 15 (studentessa)
- Jana Natascha Schober, anni 15 (studentessa)
- Sabrina Schüle, anni 24 (insegnante tirocinante)
- Kristina Strobel, anni 16 (studentessa)

A Wendlingen (nel concessionario d'auto):
- Denis Puljic, anni 36 (addetto alle vendite)
- Sigurt Peter Gustav Wilk, anni 46 (cliente)

## Le accuse al padre di Kretschmer
La polizia fece irruzione nella casa della famiglia Kretschmer intorno alle 11:00 dello stesso giorno della sparatoria. Il padre di Tim possedeva legalmente 15 pistole come membro di un locale poligono di tiro ("Schützenverein" in tedesco). Risultava mancante una Beretta da 9mm, insieme a diverse centinaia di munizioni. Quattordici pistole erano custodite in una cassaforte in camera da letto, mentre la Beretta era stata lasciata incustodita.
Cinque giorni dopo l'evento, il pubblico ministero ha avviato un procedimento preliminare contro il padre per omicidio negligente, poiché la pistola non era stata correttamente conservata secondo la legge tedesca. La polizia ha sequestrato le 14 armi rimaste. Il padre annunciò che avrebbe rinunciato volontariamente alla sua autorizzazione alla proprietà della pistola.
Nel novembre 2009, la Procura della Repubblica di Stoccarda incriminò il padre di Tim con l'accusa di omicidio colposo, lesioni personali causate da negligenza e violazione della legge sulle armi. Il 10 febbraio 2011, il tribunale di Stoccarda ha dichiarato il padre colpevole di omicidio colposo di 15 persone, danni fisici causati da negligenza e abbandono negligente di un'arma. Il padre ricevette una condanna sospesa di un anno e nove mesi e fece appello al verdetto. La corte d'appello ha emesso una sentenza sospesa di un anno e sei mesi nel 2013.

## Reazioni
Il presidente tedesco Horst Köhler dichiarò di essere "sconvolto e rattristato" dalle uccisioni. Köhler e sua moglie espressero le loro condoglianze alle vittime, alle loro famiglie e amici. La cancelliera Angela Merkel ha descritto le sparatorie come "incomprensibili". "È inimmaginabile che in pochi secondi siano stati uccisi alunni e insegnanti: è un crimine spaventoso", ha detto ai giornalisti. "Questo è un giorno di lutto per tutta la Germania", ha proseguito. Il ministro presidente del Baden-Württemberg Günther Oettinger si recò sulla scena del crimine in elicottero poco dopo la notizia. Oettinger ha parlato di "un crimine orribile e in nessun modo spiegabile". Ha anche espresso le sue condoglianze alle vittime, agli studenti e alle famiglie. "Questo evento ha colpito tutto il Baden-Württemberg. La scuola, la città, il futuro, l'istruzione e l'educazione dei bambini - distruggere queste cose in quel modo è particolarmente crudele." Il Parlamento europeo ha tenuto un minuto di silenzio per onorare le vittime. Un servizio ecumenico della Chiesa si è tenuto a Winnenden la sera della sparatoria, con celebratori protestanti, cattolici e musulmani. Tutte le bandiere tedesche sono state sventolate a mezz'asta fino al 13 marzo, in memoria delle vittime.
Nei giorni seguenti l'evento, alcuni politici hanno chiesto provvedimenti legali, tra cui un divieto totale di tutti i videogiochi sparatutto, un migliore monitoraggio sui membri dei club delle armi, una direttiva per depositare tutte le munizioni in un luogo presenziato dalla polizia e una disposizione affinché i membri dei club depositino le loro armi nella sede centrale del club. Altri hanno respinto la richiesta in quanto vista solo come una manovra ad effetto "placebo".
Le famiglie di cinque vittime hanno scritto una lettera aperta al cancelliere Angela Merkel, al presidente Horst Köhler e al ministro presidente del Baden-Württemberg Günther Oettinger con alcune richieste di provvedimenti. Hanno chiesto un divieto di accesso dei giovani alle armi da fuoco nei club delle armi, una minore violenza in TV e un divieto di videogiochi violenti. Hanno anche chiesto di denunciare la strage senza evidenziare il nome dell'autore, in modo da ridurre al minimo le possibilità di imitazione.
Il governo tedesco ha approvato la legge nel giugno 2009 per migliorare la sicurezza delle pistole con un registro elettronico delle armi a livello nazionale, maggiori limiti di età per le armi di grosso calibro e ispezioni casuali senza preavviso nelle case dei proprietari di armi per garantire che fossero stati soddisfatti i criteri per il deposito corretto delle armi. I Sistemi di riconoscimento biometrico obbligatori saranno introdotti quando saranno perfettamente funzionanti e affidabili.
Nel maggio 2009, la Germania ha annunciato l'intenzione di vietare giochi come il paintball in quanto "banalizzano e incoraggiano la violenza". Tuttavia la decisione non fu mai presa, e i giochi di combattimento come il paintball, gotcha e il lasergame, non sono stati vietati; inoltre il governo tedesco non ha limitato il numero di pistole possedute, e non ha imposto l'obbligo di immagazzinare armi automatiche, o di restrizioni relative allo stoccaggio di munizioni in abitazioni private.